# Sunrise Beach Village (Teksas)
Sunrise Beach Village je grad u američkoj saveznoj državi Teksas. Prema popisu stanovništva iz 2010. u njemu je živjelo 713 stanovnika.